# Gianni Leoni
Gianni Leoni (Como, 1 de marzo de 1915 - Belfast, 15 de agosto de 1951) fue un piloto de motociclismo italiano, que compitió en el Campeonato del Mundo de Motociclismo, desde 1949 hasta su muerte en 1951.

## Biografía
Leoni empezó a correr en 1938 y, al año siguiente, a bordo de la Benelli 250 monoalbero, conquistó una serie de victorias en circuitos como los de Alessandria, Pesaro, Arona y el prestigioso Circuito del Lario. Aún en 1939, se adjudica la tercera categoría de la Coppa Mussolini.
Después del paréntesis de la guerra Mundial, debuta en el Mundial de 1949 ganando en su debut en el Gran Premio de las Naciones de 125cc con una Mondial y un segundo puesto en la carrera de 250 del mismo Gran Premio y terminando quinto en la clasificación general del octavo de litro.
En 1950 repite la victoria, también en el Gran Premio de casa, en la misma cilindrada y con la misma moto, y también en la siguiente temporada Leoni consigue la tercera victoria de su palmarés en el Gran Premio de los Países Bajos de 125cc.
En la siguiente carrera, el Gran Premio del Úlster Leoni encontró la muerte junto a su compañero de equipo Geminiani, en una accidente absurdo durante los entrenamientos en el circuito de Clady.
Los tres pilotos oficiales de Moto Guzzi de 250cc, Leoni, Geminiani y Lorenzetti, esteban probando el circuito, cuando los dos últimos decidieron parar en boxes. Leoni, que les precedía, no se dio cuenta y unos kilómetros después, al no ver llegar a sus compañeros, frenó y luego, preocupado por un posible accidente, decidió dar marcha atrás en el sentido de marcha para encontrarlos. Mientras tanto, Geminiani, tras una breve parada, habían retomado la pista, forzando el ritmo para alcanzar a su compañero de equipo. Los dos chocaron de frente mientras caminaban por la misma curva ciega, muriendo al instante.

## Resultados en el Campeonato del Mundo de Motociclismo
Sistema de puntuación en 1949:
| Posición | 1.º | 2.º | 3.º | 4.º | 5.º | Vuelta rápida |
| Puntos   | 10  | 8   | 7   | 6   | 5   | 1             |

Sistema de puntuación desde 1950 hasta 1968:
| Posición | 1.º | 2.º | 3.º | 4.º | 5.º | 6.º |
| Puntos   | 8   | 6   | 4   | 3   | 2   | 1   |

(carreras en cursiva indica vuelta rápida)
| Año  | Clase | Equipo     | 1     | 2     | 3     | 4     | 5     | 6     | 7     | 8     | Pts. | Pos. |
| ---- | ----- | ---------- | ----- | ----- | ----- | ----- | ----- | ----- | ----- | ----- | ---- | ---- |
| 1949 | 125cc | Mondial    |       | SUI - | ULS - | NAT 1 |       |       |       |       | 11   | 5.º  |
| 1949 | 250cc | Moto Guzzi | IOM - | SUI - | ULS - | NAT 2 |       |       |       |       | 8    | 9.º  |
| 1950 | 125cc | FB Mondial |       | NED 2 |       | ULS - | NAT 1 |       |       |       | 14   | 2.º  |
| 1951 | 125cc | Moto Guzzi | ESP - |       | IOM 3 |       | NED 1 |       |       | NAT - | 12   | 2.º  |
| 1951 | 250cc | Moto Guzzi |       | SUI 3 | IOM - |       |       | FRA 2 | ULS - | NAT - | 10   | 5.º  |